# 6108 Glebov
A 6108 Glebov (ideiglenes jelöléssel 1971 QN) a Naprendszer kisbolygóövében található aszteroida. Tamara Mihajlovna Szmirnova fedezte fel 1971. augusztus 18-án.